# Wimbledon 2016 (turniej legend kobiet)
Wimbledon 2016 – turniej legend kobiet – zawody deblowe legend kobiet, rozgrywane w ramach trzeciego w sezonie wielkoszlemowego turnieju tenisowego, Wimbledonu. Zmagania miały miejsce pomiędzy 5 a 10 lipca na trawiastych kortach All England Lawn Tennis and Croquet Club w London Borough of Merton – dzielnicy brytyjskiego Londynu.

## Drabinka

#### Klucz
- w/o – walkower
- k – krecz
- d – dyskwalifikacja
- Q – kwalifikant
- WC – dzika karta
- LL – szczęśliwy przegrany
- Alt – zawodnik zastępczy
- PR – ochrona rankingu
- SE – specjalna przepustka
- ITF – ranking ITF
- JE – ranking juniorski

### Faza finałowa
|  |       |                                      |    |   |  |
|  | Finał |                                      |    |   |  |
|  |       |                                      |    |   |  |
|  |       |                                      |    |   |  |
|  |       |                                      |    |   |  |
|  | A2    | Lindsay Davenport Mary Joe Fernández | 65 | k |  |
|  | A2    | Lindsay Davenport Mary Joe Fernández | 65 | k |  |
|  | B3    | Martina Navrátilová Salima Safar     | 7  |   |  |
|  | B3    | Martina Navrátilová Salima Safar     | 7  |   |  |
|  |       |                                      |    |   |  |

### Faza początkowa

#### Grupa B
|    |                                              | Marion Bartoli Melanie South Anne Keothavong | Iva Majoli Arantxa Sánchez Vicario | Martina Navrátilová Salima Safar | Jana Novotná Helena Suková | Mecze W–L | Sety W–L | Gemy W–L | Miejsce |
| B1 | Marion Bartoli Melanie South Anne Keothavong |                                              | 6:4, 6:2 (5 lipca, South)          | 1:6, 3:6 (6 lipca, South)        | 3:6, 3:6 (8 lipca, South)  | 1–2       | 2–4      | 22–30    | 3.      |
| B2 | Iva Majoli Arantxa Sánchez Vicario           | 4:6, 2:6 (5 lipca)                           |                                    | 4:6, 1:6 (8 lipca)               | 6:2, 6:4 (7 lipca)         | 1–2       | 2–4      | 23–30    | 2.      |
| B3 | Martina Navrátilová Salima Safar             | 6:1, 6:3 (6 lipca)                           | 6:4, 6:1 (8 lipca)                 |                                  | 6:1, 6:2 (5 lipca)         | 3–0       | 6–0      | 36–12    | 1.      |
| B4 | Jana Novotná Helena Suková                   | 6:3, 6:3 (8 lipca)                           | 2:6, 4:6 (7 lipca)                 | 1:6, 2:6 (5 lipca)               |                            | 1–2       | 2–4      | 21–30    | 4.      |

## Pula nagród
| Runda                    | Pieniądze (£) |
| Zwyciężczynie            | 22 000        |
| Finalistki               | 19 000        |
| Drugie miejsce w grupie  | 16 000        |
| Trzecie miejsce w grupie | 16 000        |
| Czwarte miejsce w grupie | 16 000        |